# Unreleased and Revamped
Unreleased and Revamped е EP от рап групата Cypress Hill. То излиза през 1996 и включва няколко песни от предишните албуми на групата, на които са направени ремикси и няколко неиздадени песни, които не са намерили място в предните албуми.
Unreleased and Revamped достига златен статус.
1. "Boom Biddy Bye Bye (Fugees Remix) – 3:35
2. Throw Your Hands in the Air – 4:07
3. Intellectual Dons – 4:27
4. Hand on the Pump (Muggs' Blunted Mix) – 4:41
5. Whatta You Know – 3:13
6. Hits from the Bong (T-Ray's Mix) – 4:25
7. Illusions (Q-Tip Remix) – 3:51
8. Latin Lingo (Prince Paul Mix) – 4:40
9. When the Ship Goes Down (Diamond D Remix) – 2:55